# Carterornis castus
Carterornis castus là một loài chim trong họ Monarchidae.